# Episodi di Red Shoe Diaries (prima stagione)
La prima stagione della serie televisiva Red Shoe Diaries è stata trasmessa in anteprima negli Stati Uniti d'America dalla Showtime nel corso del 1992.
| nº | Titolo originale                    | Titolo italiano | Prima TV USA   | Prima TV Italia |
| -- | ----------------------------------- | --------------- | -------------- | --------------- |
| 1  | Safe Sex                            |                 | 27 giugno 1992 |                 |
| 2  | Double Dare                         |                 | 1992           |                 |
| 3  | You Have the Right to Remain Silent |                 | 14 luglio 1992 |                 |
| 4  | Talk to Me Baby                     |                 | 1992           |                 |
| 5  | Just Like That                      |                 | 1992           |                 |
| 6  | Another Woman's Lipstick            |                 | 1992           |                 |
| 7  | Auto Erotica                        |                 | 1992           |                 |
| 8  | Jake's Story                        |                 | 1992           |                 |
| 9  | Accidents Happen                    |                 | 1992           |                 |
| 10 | The Bounty Hunter                   |                 | 1992           |                 |
| 11 | Weekend Pass                        |                 | 1992           |                 |
| 12 | Double or Nothing                   |                 | 1992           |                 |
| 13 | How I Met My Husband                |                 | 1992           |                 |